# Тарівердієв Мікаел Леонович
Мікае́л Лео́нович Таріверді́єв (вірм. Միքայել Լեոնի Թարիվերդիև; 15 серпня 1931, Тбілісі, Закавказька СФРР — 24 червня 1996, Сочі, Росія) — радянський і російський композитор вірменського походження, лауреат Державної премії СРСР (1977) і Премії Ленінського комсомолу (1977). Заслужений діяч мистецтв РРФСР (4.12.1979). Кавалер ордена Трудового Червоного Прапора (1982). Народний артист РРФСР (7.02.1986).

## Життєпис
У 1957 закінчив Музично-педагогічний інститут імені Гнесіних по класу композиції Арама Хачатуряна. 
Найбільшої слави Тарівердієв досяг як композитор кіно. Він написав музику до 140 кінофільмів, серед яких — «Сімнадцять миттєвостей весни», «Іронія долі», «Мій молодший брат», «Король-олень», та інші.
Окрім того його творчий доробок включає 4 балети, три концерти для органа, 10 хоралів «Наслідування старим майстрам», монооперу Очікування, симфонію для органа «Чорнобиль» (1988), фортепіанного тріо, циклу п'єс для фортепіано «Настрою», близько 100 романсів.
У 1997 році вийшла в світ книга композитора «Я просто живу».
Досягнення Тарівердієва відзначені багатьма нагородами, зокрема Державною премію СРСР, Ленінського комсомолу (1977), трьох премій «Ніка».
Помер у сочинському санаторії «Актор», похований на Вірменському цвинтарі у Москві.

## Музика до фільмів
- «Юність наших батьків» (1958)
- «З попелу» (1958)
- «Десять кроків до Сходу» (1960)
- «Людина йде за сонцем» (1961)
- «Довгий день» (1961)
- «Мій молодший брат» (1962)
- «Велика руда» (1963)
- «До завтра» (1964)
- «До побачення, хлопчики» (1964)
- «Ласкаво просимо, або Стороннім вхід заборонено» (1964)
- «Саша-Сашенька» (1966, (рос.)«Песенка о старом доме»)
- «Останній шахрай» (1966)
- «Східний коридор» (1966)
- «Розбудіть Мухіна!» (1967)
- «Врятуйте потопаючого» (1967)
- «Любити...» (1968)
- «Пасажир з „Екватора“» (1968)
- «Помилка резидента» (1968)
- «Король-олень» (1969)
- «Ціна» (1969)
- «Останній сніг» (1970)
- «Доля резидента» (1970)
- «П'ятнадцята весна» (1971)
- «Земля, до запитання» (1972)
- «Врятоване ім'я» (1972)
- «Сімнадцять миттєвостей весни» (1973)
- «Зоряна хвилина» (1972, док. фільм)
- «Іронія долі, або З легкою парою!» (1975)
- «Ольга Сергіївна» (1975)
- «Золота річка» (1976)
- «Зникла експедиція» (1976)
- «Старомодна комедія» (1978)
- «Адам одружується на Єві» (1980)
- «Ми, що нижче підписалися» (1981)
- «Повернення резидента» (1982)
- «Передчуття любові» (1994)
- «Учень лікаря» (1983)
- «Мідний ангел» (1984)
- «Державний кордон. Фільм 4 — Червоний пісок»  (1984)
- «Кінець операції „Резидент“»  (1986)
- «Розірване коло» (1987)
- «Рейс крізь пам'ять» (1987, док. фільм)
- «Аеліто, що не приставай до чоловіків» (1988)
- «Коментар до прохання про помилування» (1988)
- «Поріг» (1988)
- «По кому дзвонить дзвін Чорнобиля» (1988)
- «Загадка Ендхауза» (1989)
- «Хомо новус»/ Homo Novus (Угорщина, СРСР) (1990)
- «Нелюдь» (1990)
- «Смерть у кіно» (1991)
- «Я обіцяла, я піду» (1991)
- «Танцюючі примари» (1991)
- «І повертається вітер...» (1991)
- «Розшукується небезпечний злочинець» (1992)
- «Нічні забави» (1992)
- «Російський регтайм» (1993)
- «Твоя воля, Господи!» (1993)
- «Повітряний експрес» (1993—2001, Вірменія, Росія, Франція)
- «Незабудки» (1994)
- «Роман „alla russa“» (1994)
- «Злодійка» (1994)
- «Імперія піратів» (1994, Україна—Росія)
- «Все навколо засипало снігом» (1995)
- «Війна закінчена. Забудьте...» (1997)
- «Все те, про що ми так довго мріяли» (1997)
- «Твір до Дня Перемоги» (1998)
- «Тихі вири» (2000)
- «Ісаєв» (2009, т/с)
- «Зі мною ось що відбувається» (2012)
- «Рідні» (2016, док. фільм) та ін.

Автор музики до українських стрічок:
- «Прощай» (1966, Одеська кіностудія)
- «Маленький шкільний оркестр» (1968, кіностудія ім. Довженка)
- «Дощ у чужому місті» (1979, т/ф, 2 с, кіностудія ім. Довженка)
- «Поріг» (1988)
- «Надія як свідчення життя» (2007, використовується музика)

та інші.

## Пам'ять
- Ім'я Мікаела Тарівердієва носить єдиний у Росії міжнародний конкурс органістів, що з 1999 році проводиться кожні два роки в Калінінграді.